# Claudine Schneider
Claudine Cmarada Schneider (Clairton, 25 marzo 1947) è una politica e ambientalista statunitense, membro della Camera dei Rappresentanti per lo stato del Rhode Island dal 1981 al 1991.

## Biografia
Nata in Pennsylvania da padre slovacco, Claudine Cmarada frequentò l'Università di Barcellona e dopo gli studi sposò il medico Eric Schneider, assumendone il cognome. La Schneider e il marito si trasferirono nel Rhode Island, dove lei cominciò ad essere attiva socialmente unendosi a dei gruppi ambientalisti.
Negli anni settanta la Schneider scoprì di essere affetta da un linfoma di Hodgkin e riuscì a guarire dopo alcuni anni.
Nel 1981 si candidò alla Camera dei Rappresentanti con il Partito Repubblicano e riuscì ad ottenere un seggio, divenendo la prima donna eletta al Congresso per lo stato del Rhode Island. La Schneider, che si distinse per il suo credo moderato, venne riconfermata dagli elettori per altri quattro mandati.
Nel 1991 abbandonò la Camera per cercare l'elezione al Senato, sfidando il popolare democratico in carica Claiborne Pell. La Schneider fallì il tentativo e dovette abbandonare il Congresso.
Dopo la fine della sua carriera politica, Claudine Schneider continuò ad operare nell'ambito ecologista e si occupò soprattutto di economia ecologica. Lasciò inoltre il Rhode Island, trasferendosi a Boulder, in Colorado.